# Дубиця-Дольна
Дубиця-Дольна (пол. Dubica Dolna) — село в Польщі, у гміні Вишниці Більського повіту Люблінського воєводства. Населення — 226 осіб (2011).

## Історія
За даними етнографічної експедиції 1869—1870 років під керівництвом Павла Чубинського, у селі Дубиця проживали лише греко-католики, які розмовляли українською мовою.
У 1975—1998 роках село належало до Білопідляського воєводства.

## Демографія
Демографічна структура станом на 31 березня 2011 року:
|          | Загалом | Допрацездатний вік | Працездатний вік | Постпрацездатний вік |
| -------- | ------- | ------------------ | ---------------- | -------------------- |
| Чоловіки | 120     | 25                 | 72               | 23                   |
| Жінки    | 106     | 21                 | 53               | 32                   |
| Разом    | 226     | 46                 | 125              | 55                   |